# Serock (gmina)
Serock (do 1954 gmina Zegrze) – gmina miejsko-wiejska w Polsce położona w województwie mazowieckim, w powiecie legionowskim. W latach 1975–1998 gmina administracyjnie należała do województwa warszawskiego.
Siedziba gminy to Serock. Ogólna liczba mieszkańców miasta i gminy Serock wynosi 18 148 osób.
Wsie w gminie: Bolesławowo, Borowa Góra, Cupel, Dębe, Dębinki, Dosin, Gąsiorowo, Guty, Izbica, Jachranka, Jadwisin, Kania Nowa, Kania Polska, Karolino, Ludwinowo Dębskie, Ludwinowo Zegrzyńskie, Łacha, Marynino, Nowa Wieś, Skubianka, Stanisławowo, Stasi Las, Szadki, Święcienica, Wierzbica, Wola Kiełpińska, Wola Smolana, Zabłocie, Zalesie Borowe, Zegrze.

## Struktura powierzchni
Gmina Serock zajmuje obszar 108,96 km², w tym:
- użytki rolne: 57%
- użytki leśne: 20%[3]

Gmina stanowi 27,95% powierzchni powiatu.

## Demografia
Ogólna liczba mieszkańców miasta i gminy Serock na dzień 30.11.2021 r., zameldowanych na pobyt stały, wyniosła 15 062 osób.
W mieście było to 4 521 osoby, natomiast w pozostałych miejscowościach na terenie gminy to 10 541 osób.

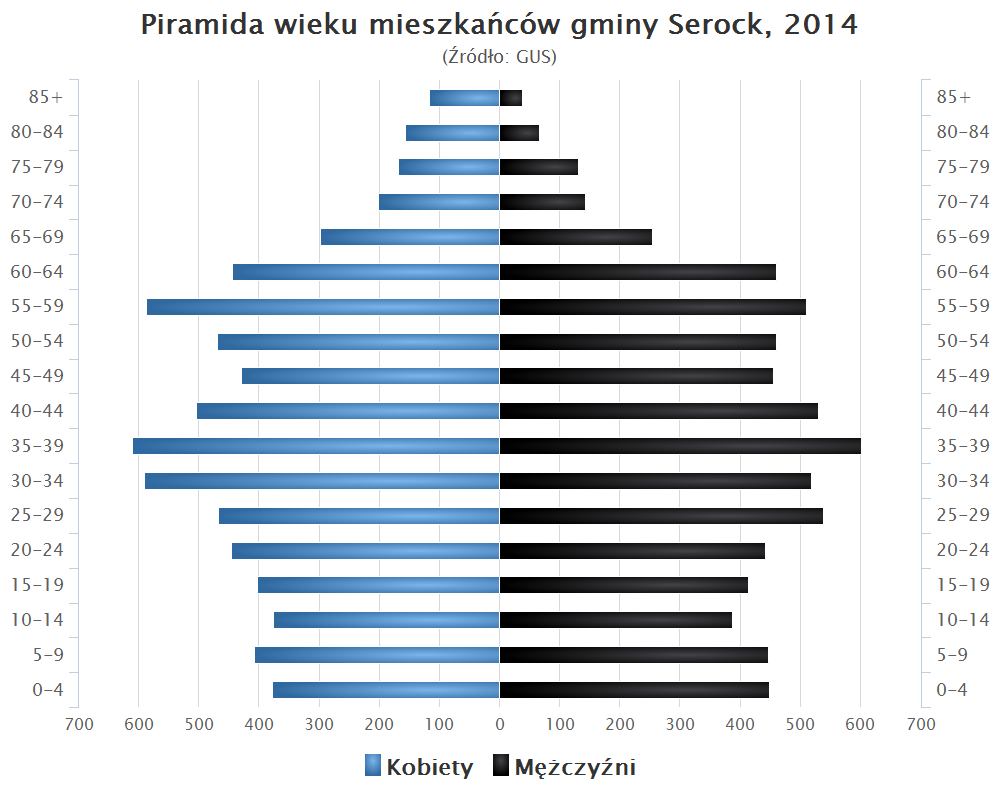
Piramida wieku mieszkańców gminy Serock w 2014 roku

Dane z 31 grudnia 2007:
| Opis                              | Ogółem | Ogółem | Kobiety | Kobiety | Mężczyźni | Mężczyźni |
| --------------------------------- | ------ | ------ | ------- | ------- | --------- | --------- |
| jednostka                         | osób   | %      | osób    | %       | osób      | %         |
| populacja                         | 11 240 | 100    | 5714    | 50,8    | 5526      | 49,2      |
| gęstość zaludnienia (mieszk./km²) | 103,2  | 103,2  | 50,8    | 50,8    | 49,2      | 49,2      |

## Sołectwa
Bolesławowo, Borowa Góra, Cupel, Dębe, Dębinki, Dosin, Gąsiorowo, Guty, Izbica, Jachranka, Jadwisin, Kania Nowa, Kania Polska, Karolino, Ludwinowo Dębskie, Ludwinowo Zegrzyńskie, Łacha, Marynino, Nowa Wieś, Skubianka, Stanisławowo, Stasi Las, (Szadki - Wola Kiełpińska), Święcienica, Wierzbica, Wola Smolana, Zabłocie, Zalesie Borowe, Osiedle Zegrze

## Sąsiednie gminy
Nasielsk, Nieporęt, Pokrzywnica, Pomiechówek, Radzymin, Somianka, Wieliszew, Winnica, Zatory